# Chrysura

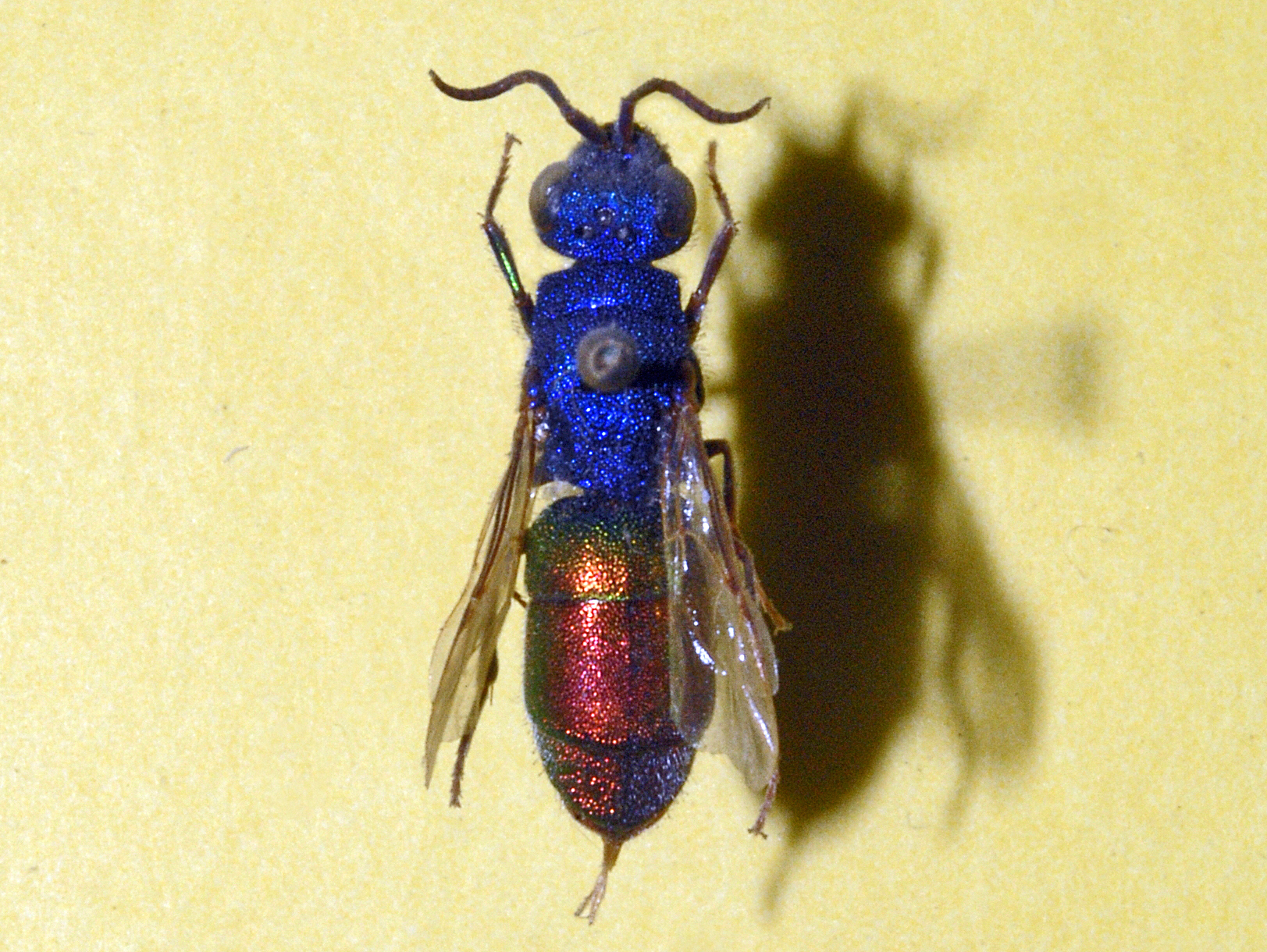
Chrysura refulgens

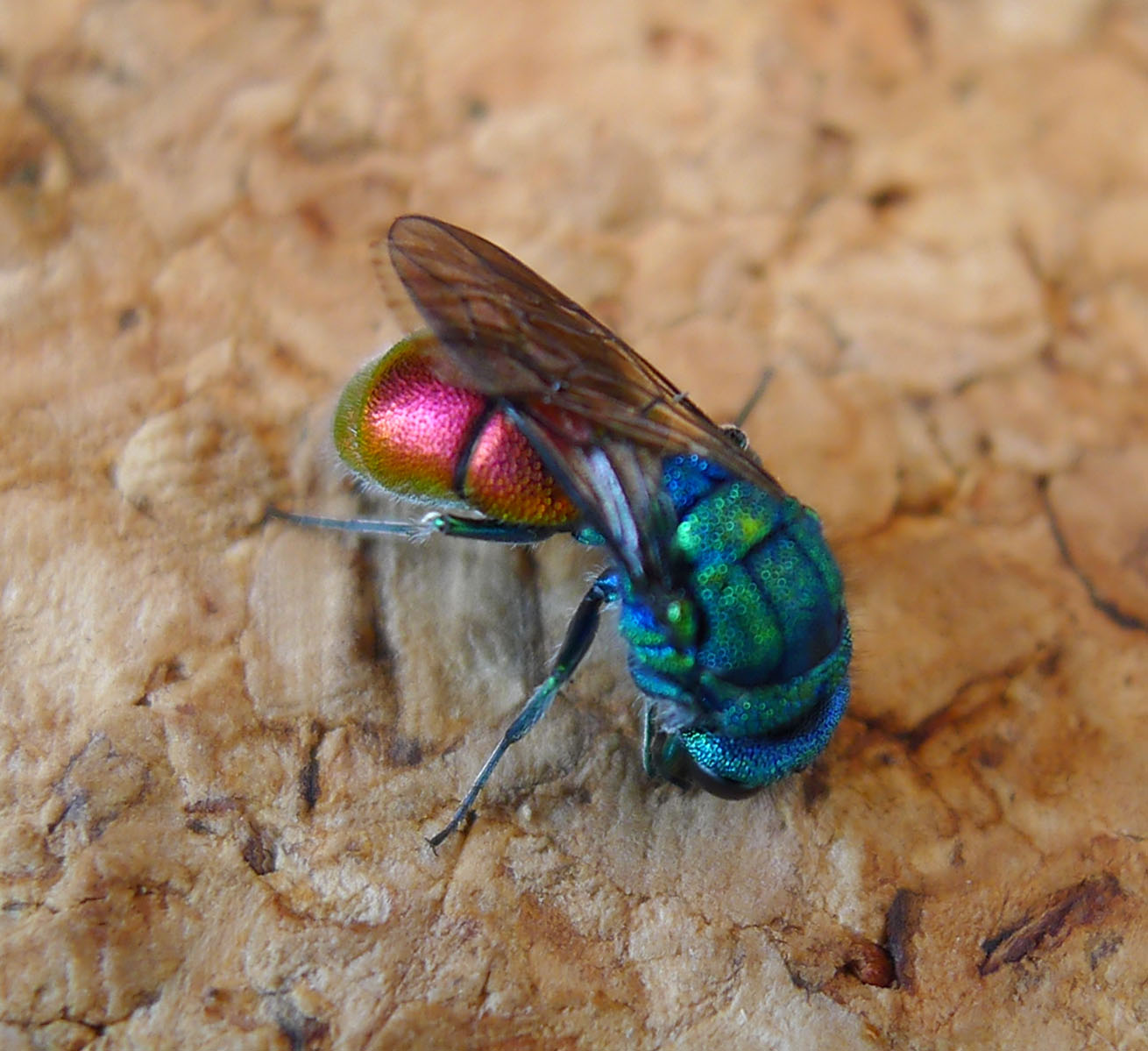
Chrysura radians

Chrysura – rodzaj błonkówek z rodziny złotolitkowatych.

## Morfologia
Błonkówki te osiągają do 12 mm długości ciała. Głowę mają w widoku twarzowym dłuższą niż szerszą. Cechuje się ona wyraźnym i bardzo gęstym punktowaniem wypukłej i pozbawionej żeberka brwi oraz ciemienia, dłuższym od panewek czułkowych nadustkiem, krótkim aparatem gębowym o prostych żuwaczkach, punktowanymi i pozbawionymi listewek policzkami, a także zaokrągloną i pozbawioną żeberek potylicą. Twarz jest płaska, pozbawiona mikrolistewek, ale czasem pośrodku mikrosiateczkowana. Oczy złożone są duże, wyłupiaste o równoległych lub nieco zbieżnych ku dołowi krawędziach wewnętrznych. Czułki są osadzone powyżej linii łączącej dolne brzegi oczu i mają człony biczyka dłuższe niż szerokie. Tułów porastają długie szczecinki. Przedplecze jest poprzeczne, nie dłuższe od tarczki śródplecza, o lekkim wcięciu na przedzie, zdefiniowanych kątach przednio-bocznych i słabo zaznaczonych, płytkich wgłębieniach bocznych. Notauli są dobrze wykształcone. Regularne i gęste punktowanie charakteryzuje powierzchnię tarczy i tarczki śródplecza. Mezopleury zaopatrzone są w bruzdy skrobalne i epigastralne. Zaokrąglone lub stożkowate zaplecze ma zaznaczone zęby boczne. Pozatułów uzbrojony jest dobrze rozwinięty ząb prawie trójkątnego kształtu. Użyłkowanie przedniej pary skrzydeł odznacza się łukowatą żyłką medialną, zakrzywionym pośrodku sektorem radialnym, krótką i wąską pterostigmą, kompletną komórką dyskoidalną oraz bardzo długą, zamkniętą komórką marginalną. Gaster charakteryzuje wyraźnie punktowana powierzchnia, metalicznie ubarwione sternity, a u samców biaława, błoniasta tylna krawędź trzeciego sternitu. Genitalia samców mają prawie trójkątny sternit VII1, szerokie lub zwężone ku szczytowi gonokoksyty, smukły i krótszy od cuspis digitus oraz smukły i ostro zakończony edeagus.

## Ekologia i występowanie
Owady te zamieszkują tereny od otwartych i skąpo przez skraje lasów po zadrzewienia. Pasożytują u społecznych pszczół gniazdujących ponad ziemią lub w opuszczonych muszlach ślimaków. Najczęściej jako gospodarze wymieniani są gatunki z rodziny miesierkowatych, zwłaszcza murarki.
Przedstawiciele rodzaju występują w krainach: palearktycznej, nearktycznej i etiopskiej. W Polsce stwierdzono 7 gatunków (zobacz: złotolitkowate Polski. W 2002 jeden z nich umieszczony został na Czerwonej liście zwierząt ginących i zagrożonych w Polsce jako gatunek narażony na wyginięcie, a 3 inne jako gatunki najmniejszej troski.

## Taksonomia
Takson ten wprowadzony został w 1845 roku przez Andersa Gustafa Dahlboma.
Należy tu około 110 opisanych gatunków, w tym:

- Chrysura arcadiae (Arens, 2001)
- Chrysura auropicta (Mocsáry, 1889)
- Chrysura austriaca (Fabricius, 1804)
- Chrysura baccha (Balthasar, 1953)
- Chrysura candens (Germar, 1817)
- Chrysura ciliciensis (Mocsáry, 1914)
- Chrysura circe (Mocsáry, 1889)
- Chrysura cuprea (Rossi, 1790) – złotolitka miedziana
- Chrysura declinanalis (Linsenmaier, 1968)
- Chrysura dichroa (Dahlbom, 1854)
- Chrysura dichropsis (Du Buysson, 1894)
- Chrysura erigone (Mocsáry, 1889)
- Chrysura fernandezi (Linsenmaier, 1993)
- Chrysura filiformis (Mocsáry, 1889)
- Chrysura foveatidorsa (Linsenmaier, 1968)
- Chrysura graja (Mocsáry, 1889)
- Chrysura hirsuta (Gerstaecker, 1869)
- Chrysura hybrida (Lepeletier, 1806)
- Chrysura ignifrons (Brullé, 1832)
- Chrysura isabella (Trautmann, 1926)
- Chrysura judith (Balthasar, 1953)
- Chrysura krueperi (Mocsáry, 1889)
- Chrysura laconiae (Arens, 2001)
- Chrysura laevigata (Abeille de Perrin, 1879)
- Chrysura laodamia (Du Buysson, 1900)
- Chrysura lydiae (Mocsáry, 1889)
- Chrysura magrettii (Du Buysson, 1890)
- Chrysura mistrasensis (Linsenmaier, 1968)
- Chrysura moreae (Arens, 2001)
- Chrysura oraniensis (Lucas, 1849)
- Chrysura pelopaeicida (Du Buysson, 1887)
- Chrysura pseudodichroa (Linsenmaier, 1959)
- Chrysura purpureifrons (Abeille de Perrin, 1878)
- Chrysura pyrogaster (Brullé, 1832)
- Chrysura radians (Harris, 1776)
- Chrysura refulgens (Spinola, 1806)
- Chrysura rufiventris (Dahlbom, 1854)
- Chrysura simplex (Dahlbom, 1854)
- Chrysura simulacra (Linsenmaier, 1959)
- Chrysura simuldichroa (Linsenmaier, 1969)
- Chrysura smyrnensis (Mocsáry, 1889)
- Chrysura sulcata (Dahlbom, 1845)
- Chrysura trimaculata (Förster, 1853) – złotolitka murarkowa
- Chrysura varicornis (Spinola, 1838)